# Lijst van Nederlandse biografen en hun biografie(ën)
Lijst van Nederlandse biografen en hun biografie(ën) 
(tussen haakjes de biografieën die in voorbereiding zijn)
Een biografie (Grieks: βιος leven) is een op schrift gestelde (en doorgaans gepubliceerde) levensbeschrijving van een persoon.

## A
- Aa, Manu van der: Alice Nahon
- Aa, Peter van der: Yoka Berretty, Jaap van der Linden
- Aalders, Gerard: Prins Bernhard
- Aerts, Mieke en Everard, Myriam: (Titia van der Tuuk)
- Aerts, Remieg: Johan Rudolph Thorbecke
- Alkemade, Dirk: Pieter Vreede
- Altena, Bert: A.J. Lansen
- Altena, Peter: Gerrit Paape, Jacob Campo Weyerman
- Amatmoekrim, Karin: Anil Ramdas
- Ammerlaan, Robbert: (Harry Mulisch)
- Arian, Max: Willem Sandberg

## B
- Baar, Mirjam de: Antoinette Bourignon
- Baar, Peter-Paul de: Theo Thijssen, Balthasar Gerards, Alida de Jong
- Baartmans, Jacques: Robert Jasper baron van der Capellen tot den Marsch
- Bakx, Hans Willem: J.W.C. Boks
- Balk, Hildelies: Henk Bremmer
- Barnouw, David: Meinoud Rost van Tonningen
- Bas, Adriaan: Angelus Merula
- Bastet, Frédéric: Louis Couperus, Carel Vosmaer
- Bennekom, Willem van: Maarten van Traa
- Berents, D.A.: Gilles de Rais
- Berg, Mieke van den en Idzinga, Dirk: Ida Gerhardt
- Berkel, Benien van: Tobie Goedewaagen
- Beyens, Nele: Hector Treub, Els Borst
- Blaas, P.B.M.: Henk Hoetink
- Bleich, Anet: Joop den Uyl, Max van der Stoel
- Blom, Esther: Nico van Suchtelen
- Blom, Onno: Jan Wolkers
- Blom, Ron: Harm Kolthek, (Frank van der Goes)
- Bocken, Inigo: Titus Brandsma
- Boerboom, Joep: Jan Terlouw
- Bokhove, Niels: (Halbo C. Kool)
- Bokum, Jan ten: Jan Brandts Buys
- Booij, Kees: Salomon Demblitzer
- Boom, Bart van der: Cornelis van Geelkerken
- Boomsma, Graa: Bert Schierbeek
- Boots, Alice en Woortman, Rob: Anton de Kom
- Bootsma, Peter: Jan de Koning
- Booven, Henri van: Louis Couperus
- Borrie, Gilles: Marius Antoon Reinalda, Floor Wibaut, Pieter Lodewijk Tak, Salomon Rodrigues de Miranda
- Borst, Gerard: (Israël Querido)
- Bos, Jaap: Martinus J. Langeveld
- Bouwman, Roelof: Willem Aantjes
- Brandenburg, Angenies: Annie Romein-Verschoor
- Braun, Marianne: Wilhelmina Drucker
- Broeksma, Els: Mary Zeldenrust-Noordanus
- Brongers, Dick: Reinder Zwolsman
- Brouwer, Jan Willem en Merriënboer, Johan van: Piet de Jong
- Brouwers, Jeroen: Hélène Swarth
- Brunt, Aafke en Haverkate, Jan: Jacob Dirk Carel van Heeckeren van Wassenaer
- Bruyn, Jeroen de en Wijk, Joop van: Bep Voskuijl
- Buijnsters, Piet: Betje Wolff en Aagje Deken
- Buschman, Marten: (Henri van Kol)
- Bussink, Michiel: Hendrik Uittien
- Buys, Ruben: Dirck Volkertsz. Coornhert

## C
- Calis, Piet: Joost van den Vondel
- Chabot, Bart: Herman Brood
- Chorus, Rogier: Paul Scholten
- Citroen, Denise: Anthonie Donker
- Coesèl, Marga: Jacob Heimans
- Cohen, Jaap: (Theo van Gogh)
- Corduwener, Jeroen: Gerrit Jan van Heuven Goedhart
- Cornelissen, Igor: Paul de Groot, Jaap Meijer, Mathieu Smedts, Mathilde Visser, Siegfried Wreszynski, Joop Zwart
- Corporaal, Joke: Anne Wadman
- Cort, Bart de: Selma Meyer
- Crijnen, Ton: Titus Brandsma, Adrianus Simonis
- Crijnen, Ton en Herbers, Ina: Piet Callenfels

## D
- Daalder, Hans en Gaemers, Jelle: Willem Drees
- Daeter, Ben: Albert Schweitzer
- Dane, Jacques: (W.G. van de Hulst sr.)
- Deen, Femke: Anna van Saksen (1544-1577)
- Dekker, Erwin: Jan Tinbergen
- Dekker, Kars: Gerard Heymans
- Dicke, Matthijs: Jacques Schoufour
- Dierikx, Marc: Anthony Fokker
- Diggelen, Michiel van: Ab Visser (Arnold Douwes)
- Dijk, Hans van: Henri Hermans (dirigent)
- Dijkhuizen, Sietzo: Johan Fabricius, Jac. P. Thijsse
- Donkers, Sander: Barry Hay
- Dorst, Marijke van: (C.C.S. Crone)
- Dral, Wim: Anthonie van der Heim
- Driel, C.M. van: Arie Noordtzij
- Duivenvoorden, Eric: Robert Jasper Grootveld
- Dulk, Leo den: Mien Ruys

## E
- Es, Evelien van: Willem Wissing
- Essen, Rob van: (Menno Wigman)
- Etty, Elsbeth: Cornélie Huygens, Henriëtte Roland Holst, Willem Wilmink, Hugo Brandt Corstius
- Everard, Myriam: Rosa Manus

## F
- Faas, Maarten: Philips Visser
- Faassen, Sjoerd van en Renders, Hans: Theo van Doesburg
- Faber, Annette: Elise van Calcar
- Fasseur, Cees: Koningin Wilhelmina, Pieter Sjoerds Gerbrandy
- Favié, Trudie: (Armando)
- Fennema, Meindert: Geert Wilders, Hans Hirschfeld
- Folkerts, Jan: Herman Muntinghe
- Fontijn, Jan: Frederik van Eeden, Jacob Israël de Haan
- Fortuin, Arjen: Geert van Oorschot, Gerrit Kouwenaar
- Frederickx, Eddy en Hal, Toon van: Johannes Goropius Becanus
- Frerichs, Lieneke: Karel van het Reve, Herman Gorter, Nescio
- Freriks, Kester: Maria Dermoût

## G
- Gaemers, Jelle en Daalder, Hans: Willem Drees
- Galen, Jan van: Theun de Vries
- Gans, Evelien: Jaap en diens zoon Ischa Meijer
- Geelhoed, Alex: (Kees de Dood)
- Gelder, Henk van: Abraham Tuschinski, Simon Carmiggelt, Leen Jongewaard, Adèle Bloemendaal
- Gemeren, Rémon van: Carel Willink
- Gent, Tobias van: Adriaan Dijxhoorn
- Gerritse, Theo: Hanns Albin Rauter
- Gevers, Christiaan. Petrus Fokko Tammens
- Giebels, Henk en Slits, Frans: Georgius Macropedius
- Giebels, Lambert: Soekarno, L.J.M. Beel, Jezus van Nazareth
- Glissenaar, Frans: Ernest Douwes Dekker
- Gloerich, Hans: Gerhard Potcamp
- Goedkoop, Hans: Herman Heijermans, D.R.A. van Langen, (Renate Rubinstein)
- Gool, Pim van: Ludwik Fleck
- Goor, Jur van: Jan Pieterszoon Coen
- Goud, Marco: (P.C. Boutens)
- Goudriaan, Buck: Gerard Goudriaan, Gerrit Willem Kastein
- Graaf, Ronald de: Johan Willem Friso van Nassau-Dietz
- Groeneveld, Jenneke: Johan Been
- Groenewegen, Rob: Jo Otten, (Victor E. van Vriesland)
- Groenewold, Cor: Henri Marchant, Jan Rudolph Slotemaker de Bruine
- Gulmans, Jan: Fokke Sierksma

## H
- Hagen, Piet: Pieter Jelles Troelstra
- Hagoort, Lydia: Samuel Sarphati
- Ham, Willem van der: Johan van Veen
- Hamer, Dianne: Sophie van Württemberg
- Hansen, Léon: Piet Mondriaan, Menno ter Braak
- Harder, Marie-Anne de: Albert van der Heide
- Harmsma, Jonne: Jelle Zijlstra
- Havenaar, Ronald: Jacques de Kadt
- Hazenoot, Maartje: Cornelia Philippi-Siewertsz van Reesema
- Hazeu, Wim: Gerrit Achterberg, J. Slauerhoff, Maurits Escher, Simon Vestdijk, Marten Toonder, Lucebert
- Heijbroek, J.F.: Frits Lugt
- Heimans, Sylvia: Josepha Mendels
- Hengel, Mirjam van: Leo Vroman, Remco Campert
- Hertog, Johan den: Pieter Cort van der Linden
- Hietland, Chris. André van der Louw
- Hilberdink, Koen: Hans Lodeizen, Paul Rodenko, Johan Polak
- Hilberdink, Wim: Reinier van Genderen Stort
- Hofman, Peter: Lucebert
- Hoftijzer, Paul: Pieter van der Aa
- Holthuis, Paul: Jan Stoffel
- Holtrop, Aukje: Nienke van Hichtum, Henriëtte van Eyk
- Hooghiemstra, Daniela : Kees Boeke
- Hoop, Lammert de en Bornebroek, Arno: Syb Talma
- Hoorens, Vera: Jan Wier
- Hoving, Richard. Joseph Kotalla
- Huberts, Willem: Wouter Lutkie
- Huijser, Wim: C. Buddingh'
- Huisman, Cees: Pierre Chevallier

## J
- Jaeger, Toef: Henk van Woerden
- Jagt, Hans van der: Alexander Willem Frederik Idenburg
- Jagtenberg, Fred: Willem IV
- Janssen, Hans: Piet Mondriaan
- Jong, Alpita de: (Joost Hiddes Halbertsma)
- Jong, Barbara de: Jan Ligthart
- Jong, Stan de en Voskuil, Koen: Neelie Kroes
- Jongh, E.D.J. de: Hannes de Graaf, Jan Buskes, Bert ter Schegget
- Joosse, Kees: Arnold Aletrino

## K
- Kaaij, Meindert van der: Dirk Jan de Geer
- Kaal, Harm: Willem de Vlugt
- Kamp, Elly: F. Bordewijk en Johanna Bordewijk-Roepman
- Karels, René B.: Raden Mas Noto Soeroto
- Keizer, Madelon de: Frans Goedhart, (Albert Verwey)
- Kempen, Anton van: Cornelis Bronsgeest
- Kempen, Michiel van: (Albert Helman)
- Kersten, Albert: Joseph Luns
- Keuning, Nico: Bob den Uyl, Jan Arends, Max de Jong, Johnny de Selfkicker, Willem Brakman, Belcampo
- Klöters, Jacques: Toon Hermans
- Kluyver, Adwin de: Sjef van Dongen
- Knegtmans, Peter Jan: Ernst Laqueur
- Koch, Jeroen: Koning Willem I
- Koelemeijer, Judith: Etty Hillesum
- Koene, Bert: Johan Theodoor Hendrik Nedermeyer van Rosenthal
- Koenen, Mieke: Ida Gerhardt
- Kolff, Dirk H.A.: Frans Naerebout
- Kooijmans, Luuc: Jan Swammerdam
- Kooy, Henne van der en Leeuwe, Justus de: Samuel Sarphati
- Korteweg, Peter: Guido de Brès
- Koster, Cees: (Pé Hawinkels)
- Kox, Anne: Hendrik Lorentz
- Krieken, Gerard van: Syb Talma
- Krop, Marnix: Wim Kok
- Kruit, Pieter van der: Jacobus Cornelius Kapteyn, Jan Hendrik Oort
- Krul, Wessel: Dirk Hannema
- Kuiper, Arie: Abel Herzberg
- Kusters, Wiel: Pierre Kemp, Kees Fens

## L
- Lakmaker, Joosje: Esther de Boer-van Rijk
- Lamoen, Frank van: Paul Guermonprez
- Lang, Jan de: Frederik Christiaan Hendrik Hirschmann
- Langereis, Sandra: Christoffel Plantijn, Desiderius Erasmus
- Lange van der Meulen, Titia: Cornelis Troost
- Langeveld, H.J.: Hendrik Colijn, Willem Schermerhorn
- Laurentius, Frans: Clement de Jonghe
- Leeuw, Kees de: Jakob van Schevichaven, Paul van Kempen
- Leeuwen, Anja van: Constant van Wessem
- Leliefeld, Gerard: Willem Bilderdijk
- Lem, Anton van der: Johan Huizinga
- Liagre Böhl, Herman de: Herman Gorter, Han Lammers, Floor Wibaut, Connie Patijn
- Liemburg, Johanneke: Fedde Schurer
- Liempt, Ad van. Albert Konrad Gemmeker
- Linders, Joke: Max Velthuijs, An Rutgers van der Loeff, Annie M.G. Schmidt
- Lockhorn, Elisabeth: Andreas Burnier
- Luitzen, Jan: Max Tailleur

## M
- Maar, Rimko van der en Meijer, Hans: Herman van Roijen
- Maas, Nop: Gerard Reve
- Maas, Willem: Jacques Gans, Bert Bakker (sr)
- Mathijsen, Marita: Jacob van Lennep, Betje Wolff
- Matser, Eric L.: Gerard von Brucken Fock
- Meer, Theo van der: Jacob Schorer, (Piet Meertens)
- Meerkerk, Edwin van: (Dirk en Gijsbert Karel van Hogendorp)
- Meijer, Cees: Jan de Quay
- Meijer, Maaike: M. Vasalis, Fritzi Harmsen van Beek
- Melle, Ferdinand van: Johanna Kuiper
- Merriënboer, Johan van: Sicco Mansholt
- Merriënboer, Johan van, Bootsma, Peter en Griensven, Peter van: Dries van Agt
- Merriënboer, Johan van en Steenbergen, Lennart: Ruud Lubbers
- Metzelaar, Heleen: Henriëtte Bosmans
- Meulen, Dik van der: Multatuli, Koning Willem III, Hendrik Muller, (prins Bernhard)
- Meyers, Jan: Anton Mussert, Ferdinand Domela Nieuwenhuis
- Micheels, Pauline: Henriette Boas, Bernard van Leer, Israel J. Olman
- Miert, Dirk van: Hadrianus Junius
- Min, Eric: Rik Wouters
- Minnen, Cornelis A. van: Hendrik Willem van Loon
- Molenaar, Leo: Marcel Minnaert, Marcus Bakker
- Molin, Rob: Adriaan Morriën, Bertus Aafjes
- Montulet, Norma: (Harriët Freezer)
- Mooij, Annet: Mina Kruseman, Gisèle d'Ailly-van Waterschoot van der Gracht
- Moor, Jaap de: Simon Spoor
- Moor, Wam de: J. van Oudshoorn
- Mooren, Piet: Willem Wilmink
- Mostert, Gerard: Marga Klompé
- Mreijen, Anne-Marie: Marinus van der Goes van Naters
- Mulder, Etty M.: Hélène Nolthenius

## N
- Netel, Lies: Marianne van der Heijden
- Nicolasen, Lidy: Sonja Prins
- Nieuwenhof, Frans van den: Willy van der Kuijlen
- Nieuwenhuis, Tom: IJsbrand van Hamelsveld
- Nieuwenhuizen, Bert van: Juliana
- Nijhof, Wim: Jan Herman van Heek
- Noordegraaf, Herman: Johannes Hugenholtz
- Noort, André van: Arnold Meijer

## O
- Oerlemans, Frans: Peter Janzen, Willem Kloos
- Okker, Frank: Willem Walraven, Madelon Székely-Lulofs, Gerret Pieter Rouffaer
- Olink, Hans: A. den Doolaard, Louis Grondijs, Nico Rost
- Oosterwijk, Bram: Lodewijk Pincoffs, Anthony van Hoboken
- Oosthoek, Andreas: Martinus Nijhoff
- Ornstein, Leonard: Pim Fortuyn
- Osch, Henk van: Dirk Jan de Geer
- Oskamp, Jacqueline: Louis Andriessen
- Ott, Antoon, Nanne Ottema
- Otterspeer, Willem: Gerard Bolland, Johan Huizinga, Willem Frederik Hermans

## P
- Paffen, Alexandra: Erika en Klaus Mann
- Panhuysen, Luc: Robert Jacob Gordon
- Peelen, Gert : Harry Kuitert
- Pegtel, Alies: Neelie Kroes
- Pen, Hanneloes: Marion Swaab
- Perry, Jos: Theun de Vries, Victor de Stuers, Willem Vliegen
- Perthus, Max: Henk Sneevliet
- Pinkster, Truus: Andreas Burnier
- Pitstra, Froukje: Anne Zernike
- Plaizier, Kees: Herman Herbers
- Plas, Michel van der: Anton van Duinkerken, Guido Gezelle, Joseph Alberdingk Thijm
- Plettenberg, Tineke: Marianne Philips
- Poel, Stefan van der: Herman Verbeek
- Pol, Lotte van de: Prinses Wilhelmina van Pruisen
- Postma, Jan: Alexander Gogel
- Praamstra, Olf: Conrad Busken Huet
- Pruis, Marja: Marlow Moss, A.H. Nijhoff

## R
- Raadt, Kees de: Ko Doncker
- Ras, Marion E.P. de: Lea Dasberg
- Reijt, Vic van de: Willem Elsschot
- Reinders, Pim: Samuel van den Bergh
- Renders, Hans: Jan Hanlo, Jan Campert, (tezamen met Sjoerd van Faassen:) Theo van Doesburg
- Roegholt, Richter: Ben Sijes
- Roos, Jan de en Roos-van Rooden, Thea de: Dirk Frans Pont
- Rosendaal, André, Hooven, Marcel ten, Benda-Beckmann, Bas von, Nagel, Jan, Verwey, Gerlof: Johan van Hulst
- Rovers, Eva: Helene Kröller-Müller, Boudewijn Büch
- Ruiter, Peter de: A.M. Hammacher

## S
- Sande, Anton van de: Frederik van Oranje-Nassau
- Schaap, Erik: Walraven van Hall, Max Lewin
- Schaever, Mark: Felix Nussbaum
- Scheffers, Wilma: Walter Robert baron Van Hoëvell
- Schelkens, Karim: Johannes Willebrands
- Schellekens, Hans: Carel Gerretson = Geerten Gossaert
- Schenke, Menno: Cornelis Bastiaan Vaandrager
- Schepel, Wibo: Arnold Kerdijk
- Scholten, Wilfred: Barend Biesheuvel. Henk Das
- Scholten, Yvonne: Fanny Schoonheyt
- Schönberger, Elmer: Otto Ketting
- Schoots, Hans: Joris Ivens, Bert Haanstra
- Schouten, Martin: Marinus van der Lubbe
- Schrijvers, Piet: David Cohen
- Schuman, P.B.: P.J. Meertens
- Schuyt, Kees: W.H. Nagel / J.B. Charles, R.P. Cleveringa
- Schwegman, Marjan: Maria Montessori
- Scova Righini, Bert: Beb Vuyk
- Sengers, Erik: Johannes Aengenent
- Sens, Angelie: Johannes van den Bosch[1]
- Siebelink, Jeroen: John de Wolf, (Dick Nanninga)
- Sinninghe Damsté, W.: Mr. Pieter Jacobus Oud
- Sitalsing, Sheila: Mark Rutte
- Slangen, Jaak: J.A.N. Knuttel
- Slegers, Cees: Antoon Coolen
- Slijkerman, Diederick: Willem Treub
- Slijper, Bart: J.C. Bloem
- Sloot, Hans van der en Vlis, Ingrid van der: Cornelis Haga
- Smeets, Hubert: Hans van Mierlo
- Smeets, Marc: Joris-Karl Huysmans
- Smit, Jacob: E.J. Potgieter
- Smit, Jan: Herman Wijffels
- Smit, Mathijs: Paul Fentener van Vlissingen
- Smits, Boudewijn: Loe de Jong
- Snel, Johan: Abraham Kuyper
- Soeting, Monica: Cissy van Marxveldt, (Emma van Waldeck-Pyrmont)
- Staal, Erna: Miep Diekmann
- Stassen, Jo: Charles Ruijs de Beerenbrouck
- Steen, Margit van der: Hilda Verwey-Jonker
- Stipriaan, René van: Gerbrand Adriaensz. Bredero, Willem van Oranje
- Stoelinga, Frans: Albert Winsemius
- Straten, Hans van: Willem Frederik Hermans
- Straver, Hans: Wilhelm Leonard Ritter
- Stroop, Jan: Jan Pieter Heije
- Strootman, Co. P.J. Bouman
- Struyker Boudier, Cees: Ferdinand Sassen
- Stutje, Jan Willem: Paul de Groot, Ferdinand Domela Nieuwenhuis

## T
- Teunissen-Nijsse, Petra: Clare Lennart (Clara Eggink)
- Theunissen, Astrid: Martin Bril
- Thijssen, Jeroen: Johannes van Dam
- Tigges, Wim: Cornélie Noordwal
- Tillema, Mieke: (Ida Simons)
- Tippe, Klaas: Frederik Allard Ebbinge Wubben
- Toorn, Willem van: Emanuel Querido
- Tricht, H.W. van: Louis Couperus
- Truijens, Aleid: F.B. Hotz, Hella S. Haasse

## V
- Vaartjes, Gé: Herman de Man, Top Naeff, Godfried Bomans
- Vaessens, Thomas: Lucebert
- Vahl, Rutger: Cornelis Vreeswijk, Wally Tax, Xandra Brood
- Valk, Gerrit: Melchert Schuurman
- Veer, Janneke van der en Linders, Joke: Han G. Hoekstra
- Veerman, G.J.: Hendrik Lodewijk Drucker
- Vegt, Jan van der: Hendrik de Vries, Jan G. Elburg, Hans Andreus, A. Roland Holst
- Veld, Antje: Kees Rijvers
- Velde, Paul van der: Pieter Johannes Veth, Jacob Haafner
- Veltman, David: Felix de Boeck
- Venema, Jansje: Kiliaen van Rensselaer
- Verheul, Jaap: John Lothrop Motley
- Verkuil, Dik: Joop den Uyl
- Vermeer, Nelleke: freule Wttewaall van Stoetwegen
- Vermey, Lucy: Willy Corsari
- Verrips, Ger: Karel van het Reve
- Vijselaar, Joost en Bolt, Timo: Jacobus Ludovicus Conradus Schroeder van der Kolk
- Vis, Jurjen: Julius Röntgen, Robert de Roos, Jan Arentsz, Cornelis Cooltuyn, Leo Smit
- Vloten, Francisca van: Mies Elout-Drabbe, Johannes van Vloten, de kunstenaarsfamilie Góth, Jan Heyse
- Voermans, Lia: (Richard Roland Holst)
- Vogel jr., Albert: Louis Couperus
- Vossen, Koen: Jan Fabius
- Vries jr., Anne de: Anne de Vries
- Vries, Cor de: Johannes Lublink
- Vries, Tity de: Sal Tas
- Vugs, Reinold: F. Bordewijk
- Vuijsje, Marja: Joke Smit

## W
- Wal, Geke van der: Rob van Gennep, Guus Belinfante
- Wassenberg, Tanja: Jacob Blauw
- Weenink, W.H.: Marie Anne Tellegen
- Weide, Jack van der: Willem van Genk
- Weringh, Koos van: W.H. Nagel / J.B. Charles
- Werkman, Hans: Willem de Mérode, Meester Keuning, J.K. van Eerbeek
- Westenholz, Caroline de: Albert Vogel sr., Louis Couperus, (Albert Vogel jr)
- Wester, Rudi: Jef Last
- Wever, Darja de: Augusta de Wit
- Wieling, Sjoerd: Jaap van Praag
- Willems, Wim: Ru Paré
- Winter, Dick de: Abraham Menist
- Withuis, Jolande: Pim Boellaard, Juliana der Nederlanden, Jeanne Bieruma Oosting
- Wolf, Ruth: Carry van Bruggen
- Wynia, Gerben. C.O. Jellema

## Z
- Zaal, Wim: Jan Toorop
- Zanten, Jeroen van: Koning Willem II
- Zee, Sytze van der: François van 't Sant
- Zevenhuizen, Erik: Hugo de Vries
- Zijl, Annejet van der: Annie M.G. Schmidt, Rika van der Lans en Waldemar Nods, prins Bernhard, Allene Tew, Gerard Adriaan Heineken
- Zwan, Arie van der: Hans Hirschfeld
- Zwart, Frits: Willem Mengelberg